# Asbjørn Aarnes
Asbjørn Sigurd Aarnes (20. december 1923 på Vågbø i Tingvoll - 8. januar 2013 i Oslo) var en norsk litteraturforsker, kendt for en række bøger om norsk og fransk litteratur.
Han tog magistergrad (1950) og dr. philos. (1957) fra Universitetet i Oslo. Der var han professor i europæisk litteraturhistorie, med fransk som specialitet (1964–90), samt leder for romansk institutt (1966–70).
Aarnes var med i redaktionen for Idé og tanke 1960-85, redaktør af Torleif Dahls Kulturbibliotek (1978–2001), han var medlem af Det Norske Akademi for Sprog og Litteratur (preses 1966-83) og Det Norske Videnskaps-Akademi, samt bidragsyder til tidsskriftet Minerva.

## Hæder
- Ridder af 1. klasse af St. Olavs orden (2008)
- Ridder af Æreslegionen
- Ridder af Den franske fortjenstorden
- Officer af Ordre des Palmes Académiques
- Ridder af Bjørnsonordenen
- Anders Jahres kulturpris (1990)[2][3]

## Udgivelser
- Diktningen hos Gérard de Nerval. Estetikk og poesi (doktorafhandling, 1957)
- Litteraturforståelse, diktning og kritikk (Tanum, 1961). Med Egil Wyller (red.). I serien Idé og tanke.
- Boileau og diktekunsten. Barokk – Klassisisme – Opplysning (1961)
- Det poetiske fenomen. Essays om Alf Larsen, Gunnar Reiss-Andersen, Emil Boyson og Claes Gill (1963). I serien Idé og tanke.
- Stadier i fransk idéliv (1998)
- Ut av fatning (Aschehoug, 2001). Samtale med kulturjournalist Hall Bjørnstad.[4]
- Poesien hos Olav Nygard. Et dikteralbum (Pax, 2004). Biografi.
- Dryadens hind. Om et dikt av Emil Boyson (redaktør, 2004). Samling af artikler
- Råka av røyndom (Vidarforlaget, 2006). På nynorsk.
- Lyset i nord – et Snorre-album (Vidarforlaget, 2008).
- Troll i ord (Vidarforlaget, 2009). På nynorsk.

### Oversættelser
- Michel de Montaigne,
- Descartes, Meditasjoner (1980)
- Franz Kafka, Fortellinger (1985)
- Henri Bergson, Den filosofiske intuisjon (1989)
- Emmanuel Levinas, Den Annens humanisme (1993) og Underveis mot den Annen (1998).